# Henri Moreau de Melen

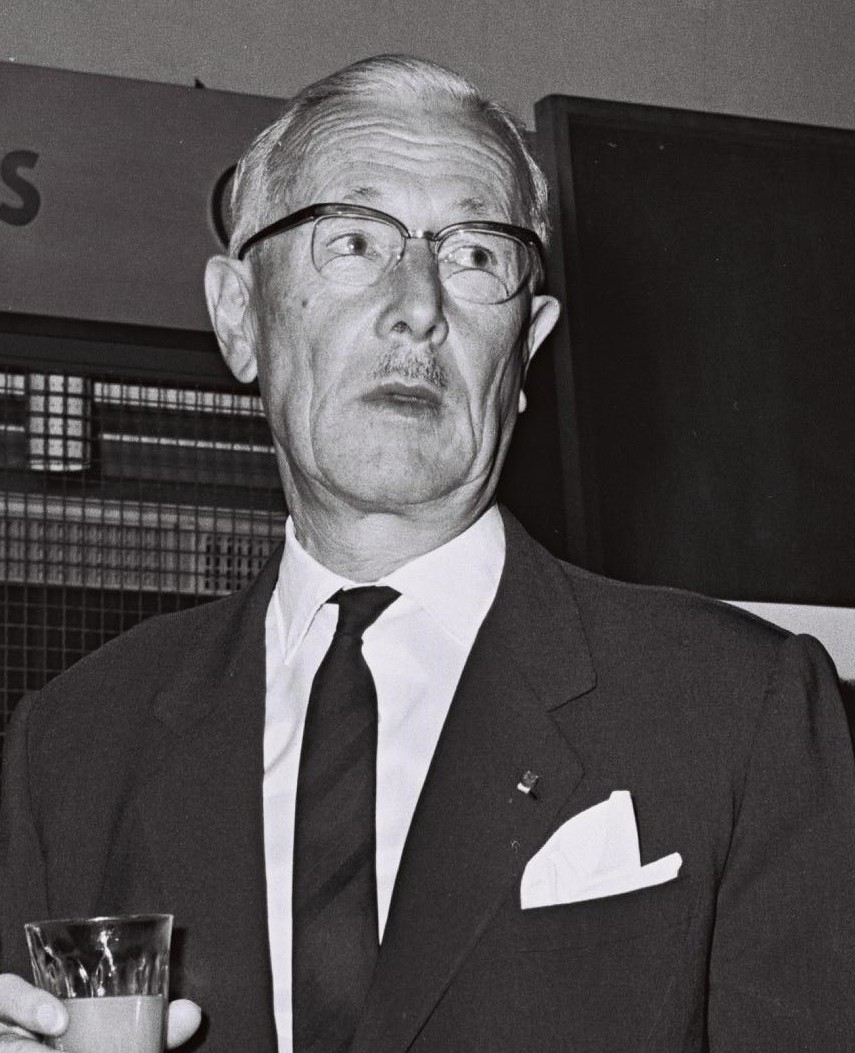
Henri Moreau de Melen in 1966

Henri Moreau de Melen (* 20. August 1902 in Lüttich; † 31. Mai 1992) war ein belgischer Offizier und Politiker. Er war belgischer Justiz- und Verteidigungsminister.

## Leben
Moreau de Melen stammt aus einer alten Adelsfamilie aus der Region um Lüttich. Er studierte nach dem Schulbesuch Rechtswissenschaften und schloss dieses Studium mit der Promotion zum Doktor der Rechtswissenschaften ab. Er gehörte der Lütticher Anwaltskammer an, als er 1940 zum Kriegsdienst eingezogen wurde. Von deutschen Truppen gefangen genommen, verblieb er bis 1945 im Kriegsgefangenschaft.
Seine politische Laufbahn begann er 1946 mit der Wahl zum Mitglied des Senats, in dem er als Mitglied der Christlich-Sozialen Partei (französisch Parti social chrétien, PSC) die Interessen des Arrondissements Lüttich bis 1968 vertrat. 1965 bis 1968 gehörte er dem Europäischen Parlament an.
1948 wurde er von Premierminister Paul-Henri Spaak als Justizminister in dessen Kabinett berufen, dem er bis August 1949 angehörte. In der Regierung von Premierminister Jean Duvieusart war er von Juni bis August 1950 Verteidigungsminister. Enttäuscht über den Ausgang der „Königsfrage“ gab Moreau de Melen – als überzeugter Léopoldiste – sein Amt als Verteidigungsminister auf, um als Major im belgischen Freiwilligenkorps am Koreakrieg (1950–1953) teilzunehmen.